# Aurion : L'Héritage des Kori-Odan
Aurion : L'Héritage des Kori-Odan est un jeu vidéo de type Action-RPG développé par le studio camerounais Kiro'o Games. En septembre 2015, Kiro'o Games a commencé une campagne Kickstarter afin de financer leur jeu, qui a été complétée avec succès un mois plus tard. Aurion a été publié le 14 avril 2016 sur Steam.

## Synopsis
Le jeu se déroule dans un univers de fantasy librement inspiré de plusieurs mythes et légendes des religions traditionnelles africaines. Le joueur contrôle Enzo Kori-Odan, le prince de Zama, qui est trahi par le frère de sa fiancée Erine. Le couple visite d'autres pays pour demander de l'aide afin de vaincre l'usurpateur.

## Accueil
- Gameblog : 7/10[1]
- Jeuxvideo.com : 14/20[2]
- Try aGame! : 9/10[3]